# Primitive Reason
Primitive Reason são uma banda portuguesa formada em 1993. Reconhecidos pela fusão de sonoridades e pelo experimentalismo da sua música, com um seguimento de culto neste país, assim como em Espanha e nos EUA (onde viveram entre 1998 e 2000). 
O seu sexto álbum de originais 'Power To The People' foi editado em 2013 pela Kaminari Records e re-editado em vinil em 2015.

## Histórico
Guillermo de Llera (baixo e voz), Jorge Felizardo (bateria) e Brian Jackson (voz principal) conheceram-se na vila de Cascais (a poucos quilómetros de Lisboa). Amigos de infância, decidiram perseguir o sonho de ser alguém na música e criaram, em 1993, os Primitive Reason. Rapidamente recrutaram para o projecto Mark Cain (saxofone) e Mikas Ventura (guitarra).
A diversidade de proveniências (Portugal, Espanha, Inglaterra, Estados Unidos da América, Suíça), influências e estilos de cada um dos membros tornou-se evidente nos seus primeiros temas, e os seus concertos anárquicos e intensos rapidamente ganharam notoriedade na cena local.
Os Primitive Reason emergiram na cena musical portuguesa em 1996, com a edição de "Alternative Prison" (União Lisboa). Graças ao sucesso do seu primeiro single, "Seven Fingered Friend" (reggae/ska melódico em ode à marijuana), e posteriormente de "Hipócrita" (fusão entre ska e afro), abalaram a cena musical local com a sua proposta inédita de fusão inesperada de estilos, desde o rap, punk, hardcore, reggae, ska, ritmos tribais e africanos, passando pelo jazz e pelo funky. Músicas como "So you say" e "Devil in June" surpreendem pela miscelânea de estilos apresentados, marcando como trademark o som anárquico do grupo. Com "Alternative Prison", os Primitive Reason ganharam os principais prémios de música locais (os Prémios Blitz) para melhor banda revelação e melhor single.
Este sucesso levou-os a fazer inúmeras tournés por Portugal e a tocar nos principais festivais de verão lusos (Paredes de Coura, Super Bock Super Rock, Vilar de Mouros). 
Aproveitando a embalagem, em 1998 avançam para uma segunda proposta de estúdio, "Tips & Shortcuts" (Farol Música), que apresentou uma produção mais trabalhada. A crueza de "Alternative Prison" desvanesceu, face a uma estupenda produção de Marsten Bailey e a uma grande injecção de experiência nos membros da banda, fruto da quantidade de concertos que haviam dado nos últimos anos. Daí resulta que o som de "Tips & Shortcuts" seja muito claro, trabalhado e limpo. "Man and The Mask", uma das canções mais geniais do álbum, com Guillermo a levar a arte de "rapar" ao limite, revela-se umas das melhores letras de sempre dos Primitive. "Object", single escolhido por Henrique Amaro, é puro ska a lembrar os Madness enquanto que "El Otro", está para "Tips" como "Sold Out" estava para "Alternative". Também se encontra uma espécie de versão skazzada que recorda de The Brews dos NOFX: "24 Pints" é uma autêntica festa com Jorge Felizardo a assumir os lead-vocals.
As letras de "Tips" não são contestatárias como as de "Alternative Prison". Contam-nos histórias, sejam elas de Índios calcorreantes ou de trips de L.S.D., e a sua autoria é repartida entre Guillermo e Brian, que parece procurar inspiração numa amiga de 7 dedos quando as compõe. 
No entanto, frustrados pela falta de interesse por parte da editora em lançar os seus discos internacionalmente, os Primitive Reason mudam-se para Nova Iorque, onde assinam com a editora independente Jah Notion em 1999. 
A mudança veio a revelar-se uma opção complicada. Na altura em que começaram a escrever novo material para a sua estreia nos E.U.A., De Llera e Felizardo encontraram-se numa encruzilhada, depois de os restantes elementos da banda decidirem não continuar, por divergências musicais, pessoais ou pela vontade de mudar de vida. No entanto, o duo não desistiu: De Llera assumiu a voz principal e a banda completou o seu terceiro disco, Some of Us (2000), gravado com a participação de amigos da cena local nova-iorquina, incluindo membros dos Scofflaws, Toasters e a New York Ska Jazz Ensemble. Em matéria de sonoridade, "Some Of Us" percorre essencialmente os mesmos trilhos de "Alternative Prison" e "Tips & Shortcuts", ainda que, pontualmente, seja mais radical na expressão do hardcore. No resto, aplica-se o reggae, o ska, o punk e experiências sonoras diversas. "Some Of Us" tem, no final, uma música escondida, alinhada como fazendo parte de "Poison Plants". Entre esses excertos escondidos de música conta-se, por exemplo, uma singela participação de Ithaka: "I walked yesterday from Estoril to Bairro Alto. Thought I was supposed to see something along the way that was supposed to remind me of what my mission on Earth is. But I didn't, just got sore feet"
Com o passar do milénio, a banda recrutou dois nova-iorquinos com raízes portuguesas, James (baixo) e Abel Beja (guitarra), e rapidamente entrou no circuito de NYC, tocando em locais míticos como o CBGB’s, Mercury Lounge, Knitting Factory e Wetlands. Na promoção do seu primeiro lançamento nos E.U.A. no verão de 2000, os Primitive Reason embarcaram em várias tournés nacionais, onde tocaram com nomes como Fishbone, The Urge, The Misfits, Murphy's Law e The Pilfers, antes de regressar a Portugal em 2001 para promover o lançamento nacional do disco. O ano seguinte foi de tourné intensa, que percorreu todo o país e incluiu concertos com nomes como as Soulfly, Rammstein, Manu Chao, Suicidal Tendencies, UB40, Slipknot e Nickelback.
Depois desse ano cansativo, a banda decidiu fazer uma pausa e explorar os seus interesses individuais e colectivos noutras paragens musicais e culturais. Cada membro viajou para diferentes pontos do globo: Ásia, América do Sul, América do Norte e Europa. Estas experiências marcariam profundamente, do ponto de vista sonoro, os seus trabalhos subsequentes.
Em 2003, uns Primitive Reason “reencarnados” acabaram a gravação do que viria a ser o primeiro lançamento da banda na sua editora independente, a Kaminari Records. The Firescroll, o quarto disco da banda, suscitou boas críticas, tanto entre o público como os media. O entrosamento dos irmãos Beja (Abel e James) na sonoridade da banda revelou-se irrepreensível, e temas como "Kindian" e "Shadow Man" ficariam na história da banda. Nunca a fusão de sonoridades havia ido tão longe num disco dos Primitive Reason, desta vez até guitarras Portuguesas aqui podemos encontrar assim como instrumentos de índole mais tribal. Os temas do EP editado independentemente, "Primitive 4.0", foram também eles recuperados para este disco, ganhando aqui uma roupagem nalguns casos bastante diferente. Bons exemplos disso são "White tree" e "Breath (Respitarium Asmaticus)".
A sua tourné nacional incluiu actuações ao vivo perante trinta mil pessoas no festival Rock in Lisbon, onde partilharam o palco com Marylin Manson, Audioslave, Deftones e Disturbed. Os vídeoclips dos singles "Kindian" e "Had I the Courage" foram votados #1 em vários programas televisivos, e os Primitive Reason foram nomeados para a Melhor Artista Português nos MTV Europe Music Awards de 2003.
No final do verão, no entanto, os Primitive Reason voltariam a sofrer uma mudança importante no seu line-up, com despedida súbita de Felizardo, que decidiu ir viver para Londres onde posteriormente pertenceu à banda portuguesa More Than a Thousand durante dois anos. A banda encontrou rapidamente um substituto que lhes permitiu terminar a tourné nacional, mas foi forçada a cancelar os seus planos de fazer uma tourné internacional.
Nos anos que se seguiram, a banda conheceu uma entrada e saída de diversos bateristas, ao mesmo tempo que continuava a sua tourné nacional. Isto não os impediu de voltar a estúdio para completar o seu álbum seguinte. Pictures in the Wall (Kaminari 2005), o 5º álbum da banda, e o mais ambicioso até à data, foi o reflexo da diversidade que caracteriza e que sempre foi a marca desta banda. O álbum foi concebido como uma banda sonora de 74 minutos para um conto escrito por De Llera. O vocalista explica que, “o livro, e a música que o acompanha, descreve um sono profundo, onde vários sonhos distintos contam a sua própria história, cheios de vontades e desejos, vivendo das memórias e sofrendo as suas mágoas, como uma parede cheia de fotografias que aparentemente marcam a passagem do tempo” . Escrito originalmente em inglês, o livro também incluía traduções em português e espanhol.
Depois do lançamento de Pictures in the Wall, os Primitive Reason voltaram à estrada, tocando na Grã Bretanha e na Espanha, para além de partilhar palco nos festivais com bandas como Tool, System of a Down, Placebo, Deftones e Incubus. Ambas as edições da Kaminari Records foram posteriormente disponibilizadas mundialmente através de CD Baby, Super D Distribution e os principais serviços de música digital, incluindo iTunes e Napster. 
Em 2007, com as entradas de Pepe de Souza (bateria) e Ricardo Barriga (guitarra), os Primitive Reason solidificaram o seu alinhamento e regressaram ao estúdio. Os seus primeiros resultados foram lançados num EP de edição limitada (Cast the Way),que revelou uma sonoridade mais agressiva e compacta, embora mantendo a diversidade de registos característica da banda.
Em 2008, os Primitive Reason aproveitaram para festejar o seu 15º aniversário, reeditando o há muito esgotado disco de estreia "Alternative Prison". Este acontecimento foi acompanhado por uma digressão ("Back to the Future Tour") por Portugal e Espanha, em curso.
Em 2009, ocorrem novas alterações no line up da banda, com a saída de James Beja e Ricardo Barriga.
Em 2010, a banda regressou aos palcos com a nova formação, agora com Nuno Gomes (voz e baixo) e Rui Travasso (Saxophone), tendo o primeiro saído em 2011, com o regresso de Guillermo De Llera à voz e o ingresso de Luís Pereira no baixo, e editou o sexto àlbum 'Power To The People' em 2013, misturado em Nova Iorque por Bassy Bob Brockmann. 
Em 2014 atuaram em vários Festivais em Portugal e Espanha, e o 'Power To The People' foi reeditado em vinil no início de 2015, tendo a banda entrado num hiatos não anunciado.
Em 2019 a banda regressou momentaneamente para um concerto e tocou em Cascais com parte da sua formação original, com Jorge, Brian, Mikas e Mark a participarem em algumas músicas do encore. 
Desde então a banda está, aparentemente, em hiato com Guillermo e Abel a possuírem projetos paralelos, desconhecendo-se se a banda terminou definitivamente.

## Integrantes

### Membros atuais
- Guillermo de Llera - vocalista percussão (1993 - atualmente)
- Abel Beja - guitarra coros (2000 - atualmente)
- Luís Pereira - baixo (2011 - atualmente)
- Rui Travasso - saxofone (2011 - atualmente)
- Tino Dias - bateria (2012  - atualmente)

#### Antigos Membros
- Rato - guitarra - 1996-1997
- Micas Ventura - guitarra - 1993-1998
- Brian Jackson - vocalista - 1993-1999
- Mark Cain - saxofone - 1995-1999
- Tom Martin - guitarrista no álbum Some of Us - 2000
- Rob Dinero - turntables - 2000
- Jorge Felizardo - bateria  - 1993-2003
- Tó Bravo - trombone - 2003
- Nélson Sobral - bateria - 2004
- João Marques - trombone - 2004-2005
- Marcos Alves - bateria - 2003-2006
- Hélder Brazete - bateria - 2004-2006
- Ricardo Magala - trompete - 2004-2007
- Jorge Mata - saxofone - 2005-2007

- James Beja - baixo - 2000-2009
- Nuno Gomes - vocalista e baixista - 2010-2011

- Ricardo Barriga - guitarra - 2008-2009
- Pepe de Souza   - bateria 2007 - 2011

## Discografia
| Álbum                         | Data       | Gravadora        |
| ----------------------------- | ---------- | ---------------- |
| Alternative Prison            | 15-05-1996 | União Lisboa     |
| Tips Shortcuts                | 10-12-1998 | Farol            |
| Some Of Us                    | 30-07-2001 | Jah Notion       |
| 4.0 EP                        | 00-12-2002 | Kaminari Records |
| The Firescroll                | 19-05-2003 | Kaminari Records |
| The Firescroll (Fan Edition)  | 06-09-2004 | Kaminari Records |
| Pictures in The Wall          | 12-04-2005 | Kaminari Records |
| Cast The Way EP               | 17-12-2007 | Kaminari Records |
| Alternative Prison (Reedição) | 12-05-2008 | Kaminari Records |
| Power to the People           | 14-03-2013 | Kaminari Records |